# Выкуп Атауальпы
Выкуп Атауальпы — выкуп, осуществлённый инками за правителя их государства Атауальпу 18 июня 1533 года. Один из крупнейших военных трофеев в размере около 6 тонн золота и примерно вдвое большего количества серебра.
После выплаты золота Атауальпа был убит испанцами, а размер выкупа усилил дальнейшую экспансию европейцев в Америку и ограбление коренных народов.

## Пленение Атауальпы
16 ноября 1532 года Франсиско Писарро захватил в плен инку Атауальпу. За освобождение из плена Атауальпы испанцам был предложен знаменитый выкуп в виде изделий из золота и серебра (блюда, чаши, драгоценности, изразцы из храмов, предметы роскоши, создававшиеся не одно столетие многочисленными народами и цивилизациями Южной Америки, — все они были переплавлены затем в слитки), заполнивших комнату до отметки на высоте поднятой руки.
Переплавка золота, составившего выкуп, началась 13 мая 1533 года и закончилась 18 июня 1533 года. В общую сумму были включены сокровища, доставленные также конкистадором Эрнандо де Сото из храма Пачакамак.

## Выкуп
| Получатель                              | Золото (песо) | Серебро (марок) | Стоимость (млн. USD в ценах 2000 года) |
| --------------------------------------- | ------------- | --------------- | -------------------------------------- |
| Королевская пятина (налог)              | 100 000       | 5000            | 542,1                                  |
| Католическая церковь                    | 2220          | 90              | 12,0                                   |
| Франсиско Писарро                       | 57 220        | 2350            | 309,9                                  |
| Эрнандо Писарро                         | 31 080        | 1267            | 168,3                                  |
| Эрнандо де Сото                         | 17 440        | 724             | 94,5                                   |
| Хуан де Соса (священник)                | 7770          | 311             | 42,1                                   |
| Хуан Писарро                            | 11 100        | 407             | 60,1                                   |
| Педро де Кандия                         | 9909          | 407             | 53,7                                   |
| Гонсало Писарро                         | 9909          | 385             | 53,7                                   |
| Себастьян де Белалькасар                | 9909          | 407             | 53,7                                   |
| Общее количество, полученное всадниками | 610 131       | 25 799          | 3305,1                                 |
| Пехота                                  | 360 994       | 15 062          | 1955,4                                 |
| Для солдат из Пьюры                     | 15 000        | 0               | 80,9                                   |
| Люди Альмагро                           | 20 000        | 0               | 107,9                                  |
| Итого                                   | 1 262 682     | 52 209          | 6839,30                                |
| 1. 2.                                   |               |                 |                                        |

Показательно, в списке получивших долю выкупа отсутствует имя монаха Висенте Вальверде, подавшего сигнал о нападении на Великого Инку Атауальпу.

## Происхождение сокровищ
Если принять во внимание, что золотой песо равен приблизительно 4,5 г золота,
а каждая марка — 1/15 песо
(данные: Федерико Анхель Энгель),
то выкуп в физическом выражении составил 5993 кг золота,
что было на тот момент больше в 14 раз ежегодного поступления золота из Африки в Испанию.
Из чего можно судить, насколько велик был этот выкуп и как дорого стоила жизнь правителя империи Инков.
В связи с этими данными интересны сведения более позднего времени о примерном количестве годовой добычи драгоценных металлов у Инков.
Согласно Педро Сьеса де Леона «Хроника Перу. Часть Вторая» в Главе XVIII:

«Так обстояло дело у инков с этим: им добывали столько золота и серебра во всем королевстве, что, похоже, за год, добывали более пятидесяти тысяч арроб серебра и более пятнадцати тысяч золота, и всегда добывали из этих металлов в качестве службы им. И эти металлы приносились в столицы провинций, и таким образом и порядком, что они добывали их как в одних (местах) и так и в других (местах), во всём королевстве».

Добыча здесь, похоже, и как собственно добыча на рудниках и как результат меновой торговли, и, конечно, военная добыча.
Хотя Сьеса пытался тщательно исследовать многие вопросы у знати в Куско,
цифры этой «добычи» выглядят неправдоподобно высокими.
Ведь получается, что добывали
от 575 до 625 тонн серебра в год
и от 172 до 187 тонн золота в год
(смотря по тому, сколько килограмм составляла арроба).
За десять лет такой добычи металлов накопится несколько тысяч тонн.
Но и Сьеса вряд ли бы стал записывать сведения, если бы они казались ему неправдоподобными,
поскольку в таких случаях он обязательно добавлял, что это, мол, сказки и басни и им не стоит верить.
Но известно, что за 20 лет с 1541 по 1560 года испанцами было вывезено более 500 тонн золота
и как утверждает Сьеса де Леон:

«…с 1548 по 1551 год пятая королевская часть (налог) оценивалась в сумму больше 3 миллионов дукатов
[1 золотой дукат весил 3,6 г = 11 королевским кастельяно = 375 мараведи;
с 1552 и в XVII веке были уже серебряные дукаты],
что стоило больше, чем полученный от Атавальпы выкуп, и в городе Куско не было найдено столько, когда его обнаружили»

так что инками было добыто действительно немалое количество этого металла.
Потому вполне справедливо возникли слухи и предположения,
что часть сокровищ не досталась испанцам
и была сокрыта инками
и либо затоплена в озёрах,
либо вывезена в район Амазонки, в мифический город Пайтити.
Золото инками изготовлялось в специально созданном (при каждой столице провинции) литейном доме.
Таких столиц провинций было немного:
к северу от Куско — Вилькас (Vilcas), Хауха (Xauxa), Бомбон (Bombon), Кахамарка (Caxamalca), Гуанкабамба (Guancabamba), Томебамба (Tomebamba), Латакунга (Latacunga), Кито (Quito), Каранке (Carangue);
по другую сторону от Куско, к Югу — Атункана (Hatuncana), Атункольа (Hatuncolla), Айявире (Ayavire), Чукиабо (Chuquiabo), Чукуито (Chucuito), Париа (Paria) и другие, до Чили.
Этот список даёт возможность лучше понять, где концентрировались драгоценные металлы.
И в этих поселениях находилось
«множество ювелиров, они только и занимались всё своё время, что обрабатывали дорогие предметы из золота и большие сосуды из серебра».
Также в этих городах существовали храмы Солнца,
откуда и собирали индейцы выкуп за Атауальпу,
поскольку часто эти храмы были отделаны золотыми пластинами как снаружи, так и изнутри.
В храмах также находились различные идолы и статуи, сделанные из золота или серебра.
Франсиско Писарро не выполнил своего обещания освободить императора.
Под предлогом того, что император замышлял козни против испанцев,
а до того узурпировал трон и убил своего сводного брата Уаскара,
Атауальпа был приговорён к смерти по настоянию Альмагро и других испанцев из отряда.
Перед угрозой сожжения как еретика, принял христианство
и был удавлен гарротой на площади Кахамарки 28 июня 1533 года.

### Сокровища чибча-муисков
Для сравнения, сокровища, захваченные конкистадором Гонсало Хименесом де Кесадой на территории Колумбии у чибча-муисков, составили меньшее количество, как видно из доклада королевских чиновников Хуана де Сан Мартина и Антонио де Лебрихи, принявших личное участие в походе (июль 1539):

Когда заместитель [Хименес де Кесада] вернулся в Тунху, было взвешено имевшееся золото, и взвешенное, составило, как в том, что было захвачено в Тунхе, так и у Согамосо и другое небольшое количество золота, захваченное в крае, вес в сто девяносто одна тысяча и сто девяносто четыре песо чистого золота, и другого, более низкопробного, золота тридцать семь тысяч двести тридцать восемь песо, и другого золота, называемого золотой лом, набралось восемнадцать тысяч триста девяносто песо. Была захвачена одна тысяча восемьсот пятнадцать изумрудных камней, среди которых имеются высококачественные камни, одни крупные, а другие — маленькие, и многообразные.— Хуан де Сан Мартин и Антонио де Лебриха. Доклад о завоевании Нового Королевства Гранада (июль 1539 года).

## Судьба золота
Часть сокровищ Инки была доставлена в Санто-Доминго, где это известие вызвало истинное потрясение. Один человек в Панаме клялся, что «это был волшебный сон». Историк Овьедо: «что это не миф и не сказки». Первый из четырёх кораблей, гружёный сокровищами прибыл в Севилью в конце 1533 года. Королевскую «пятую часть» доставил сам Эрнандо Писарро. После этого события, желание найти сокровища стало главным стремлением у всех новоприбывших в Новом Свете. Так, в 1534 году будущий хронист Сьеса де Леон, путешествуя с отцом-торговцем, увидел в Севилье, как разгружали сокровища из выкупа Атауальпы, что и послужило, видимо, поводом уехать в Южную Америку.
Позже, в марте 1534 года люди Франсиско Писарро награбили сокровищ в столице империи Инков — в городе Куско. Предполагается, что их насобиралось где-то половина от выкупа Атауальпы.
Король своей грамотой Торговому Дому Севильи от 21 января 1534 года приказал, чтобы из 100 000 кастельяно золота и 5000 марок серебра (в виде сосудов, блюд и других предметов), привезённых Эрнандо Писарро в Испанию, отдать на чеканку монет, «кроме вещей удивительных и малого веса». Грамотой от 26 января король изменил своё намерение переплавить всё в монету до его дальнейших указаний.
Большинство конкистадоров, получивших свою долю в выкупе, впоследствии погибло насильственной смертью либо от рук индейцев, либо в междоусобных войнах самих испанцев. Золото, доставшееся королю Испании, было потрачено на множество военных кампаний в Европе в виде оплаты провизии для войск, на производство и покупку оружия, флота, уплату долгов кредиторам — влиятельным банковским домам различных государств. Бюджет испанского короля всё равно не переставал испытывать вечный дефицит и нехватку средств.
Сам же приток драгоценных металлов в Европу вызвал небывалую инфляцию. Увеличение в 14 раз мгновенного притока золота не вызвало такого же прироста производства.
Европейская жажда наживы, в конечном итоге, обернулась против самих испанцев.